# لاري غرينفيلد
لاري غرينفيلد (بالإنجليزية: Larry Greenfield)‏ هو مقدم برامج إذاعية أمريكي، ولد في 1962.